# Grand Prix automobile de Grande-Bretagne 2003
GP précédent GP suivant
Le Grand Prix automobile de Grande-Bretagne 2003 (2003 Foster's British Grand Prix), disputé sur le circuit de Silverstone le 20 juillet 2003, est la 708e épreuve du championnat du monde de Formule 1 courue depuis 1950 et la onzième manche du championnat 2003.

## Classement
| Pos  | N° | Pilote                | Écurie           | Tours | Temps/Abandon                      | Grille | Points |
| ---- | -- | --------------------- | ---------------- | ----- | ---------------------------------- | ------ | ------ |
| 1    | 2  | Rubens Barrichello    | Ferrari          | 60    | 1 h 28 min 37 s 554 (208,757 km/h) | 1      | 10     |
| 2    | 3  | Juan Pablo Montoya    | Williams-BMW     | 60    | + 5 s 462                          | 7      | 8      |
| 3    | 6  | Kimi Räikkönen        | McLaren-Mercedes | 60    | + 10 s 656                         | 3      | 6      |
| 4    | 1  | Michael Schumacher    | Ferrari          | 60    | + 25 s 648                         | 5      | 5      |
| 5    | 5  | David Coulthard       | McLaren-Mercedes | 60    | + 36 s 827                         | 12     | 4      |
| 6    | 7  | Jarno Trulli          | Renault          | 60    | + 43 s 067                         | 2      | 3      |
| 7    | 21 | Cristiano da Matta    | Toyota           | 60    | + 45 s 085                         | 6      | 2      |
| 8    | 17 | Jenson Button         | BAR-Honda        | 60    | + 45 s 478                         | 20     | 1      |
| 9    | 4  | Ralf Schumacher       | Williams-BMW     | 60    | + 58 s 032                         | 4      |        |
| 10   | 16 | Jacques Villeneuve    | BAR-Honda        | 60    | + 1 min 03 s 569                   | 9      |        |
| 11   | 20 | Olivier Panis         | Toyota           | 60    | + 1 min 05 s 207                   | 13     |        |
| 12   | 10 | Heinz-Harald Frentzen | Sauber-Petronas  | 60    | + 1 min 05 s 564                   | 14     |        |
| 13   | 12 | Ralph Firman          | Jordan-Ford      | 59    | + 1 tour                           | 17     |        |
| 14   | 14 | Mark Webber           | Jaguar-Cosworth  | 59    | + 1 tour                           | 11     |        |
| 15   | 19 | Jos Verstappen        | Minardi-Cosworth | 58    | + 2 tours                          | 19     |        |
| 16   | 18 | Justin Wilson         | Minardi-Cosworth | 58    | + 2 tours                          | 18     |        |
| 17   | 9  | Nick Heidfeld         | Sauber-Petronas  | 58    | + 2 tours                          | 16     |        |
| Abd. | 8  | Fernando Alonso       | Renault          | 52    | Boîte de vitesses                  | 8      |        |
| Abd. | 11 | Giancarlo Fisichella  | Jordan-Ford      | 44    | Suspension                         | 15     |        |
| Abd. | 15 | Antônio Pizzonia      | Jaguar-Cosworth  | 32    | Moteur                             | 10     |        |

## Pole position et record du tour
- Pole position : Rubens Barrichello en 1 min 21 s 209
- Tour le plus rapide : Rubens Barrichello en 1 min 22 s 236 au 38e tour.

## Tours en tête
- Jarno Trulli : 12 (1-12)
- Cristiano da Matta : 17 (13-29)
- Kimi Räikkönen : 8 (30-35 / 40-41)
- Rubens Barrichello : 23 (36-39 / 42-60)

## Statistiques
- 6e victoire pour Rubens Barrichello.
- 164e victoire pour Ferrari en tant que constructeur.
- 164e victoire pour Ferrari en tant que motoriste.
- La course est neutralisée à deux reprises, du tour no 7 au tour no 8 puis du tour no 13 au tour no 15.